# Comuna Mădulari, Vâlcea
Mădulari este o comună în județul Vâlcea, Oltenia, România, formată din satele Bălșoara, Bănțești, Dimulești, Iacovile, Mamu și Mădulari (reședința).

## Demografie
Componența etnică a comunei Mădulari
     Români (95,49%)
     Alte etnii (0%)
     Necunoscută (4,51%)
Componența confesională a comunei Mădulari
     Ortodocși (94,99%)
     Alte religii (0,42%)
     Necunoscută (4,59%)
Conform recensământului efectuat în 2021, populația comunei Mădulari se ridică la 1.197 de locuitori, în scădere față de recensământul anterior din 2011, când fuseseră înregistrați 1.459 de locuitori. Majoritatea locuitorilor sunt români (95,49%), iar pentru 4,51% nu se cunoaște apartenența etnică. Din punct de vedere confesional, majoritatea locuitorilor sunt ortodocși (94,99%), iar pentru 4,59% nu se cunoaște apartenența confesională.

## Politică și administrație
Comuna Mădulari este administrată de un primar și un consiliu local compus din 9 consilieri. Primarul, Ion  Daniel Dimulescu[*], de la Partidul Social Democrat, este în funcție din 2016. Începând cu alegerile locale din 2024, consiliul local are următoarea componență pe partide politice:
|  | Partid                          | Consilieri | Componența Consiliului | Componența Consiliului | Componența Consiliului | Componența Consiliului | Componența Consiliului | Componența Consiliului | Componența Consiliului |
|  | ------------------------------- | ---------- | ---------------------- | ---------------------- | ---------------------- | ---------------------- | ---------------------- | ---------------------- | ---------------------- |
|  | Partidul Social Democrat        | 7          |                        |                        |                        |                        |                        |                        |                        |
|  | Alianța pentru Unirea Românilor | 1          |                        |                        |                        |                        |                        |                        |                        |
|  | Partidul Național Liberal       | 1          |                        |                        |                        |                        |                        |                        |                        |

## Personalități născute aici
- Marin Doru (1951 - 2008), interpret de muzică lăutărească și de petrecere
- Gheorghe Constantinescu (n. 1966), ofițer, scriitor.
- Alexandru Burtea (1954),Absolvent Facultatea de Cibernetica-Cercetator stiintific ICSIT-TCI-Profesor universitar/Director BNR-Primul Cetatean de Onoare al Com Madulari-August 2022